# پیگیری فوری
پیگیری فوری (به انگلیسی: Hot Pursuit) یک مفهوم حقوقی در قوانین داخلی و بین‌المللی است که به حق مأموران اجرای قانون برای تعقیب بدون فوت وقت و مستمر یک مظنون متواری که مرتکب جرمی شده است، اشاره دارد. این حق معمولاً به مأموران اجازه می‌دهد برای دستگیری فرد مظنون، از مرزهای قضایی معمول (مانند محدوده‌های استانی یا حتی مرزهای بین‌المللی) عبور کنند. اساس این doctrine، ضرورت حفظ تداوم تعقیب و جلوگیری از فرار مجرم به دلیل تعلل در اجرای قانون است.
الگو:Infobox law enforcement term

## تعریف و مبانی حقوقی
تعقیب فوری به وضعیتی گفته می‌شود که در آن مأموران قانون، شاهد ارتکاب یک جرم هستند یا دلایل معقولی دارند که باور کنند فردی به تازگی مرتکب جرم شده است و بدون وقفه و به صورت پیوسته او را تعقیب می‌کنند. این تعقیب باید بلافاصله پس از وقوع جرم یا کشف آن آغاز شده و بدون وقفه ادامه یابد. اگر تعقیب متوقف شود یا ارتباط با مظنون قطع گردد، وضعیت «فوری» بودن خود را از دست می‌دهد.
مبنای این اصل، «حق ذاتی دولتها در حفظ نظم عمومی و تعقیب مجرمان در قلمرو خود» و توسعه آن به موارد ضروری است.

## در حقوق داخلی کشورها
قوانین مربوط به تعقیب فوری در کشورهای مختلف، متفاوت است اما اصول کلی مشترک هستند.

### ایالات متحده آمریکا
در حقوق ایالات متحده، تعقیب فوری (که اغلب **Fresh Pursuit** نامیده می‌شود) به مأموران ایالتی و محلی اجازه می‌دهد تا مظنونی را که مرتکب یک جرم شده است به خارج از قلمرو صلاحیت اولیه خود تعقیب کنند. بسیاری از ایالت‌ها قوانین تعقیب فوری متقابل دارند یا به موجب «قانون تعقیب متحدالشکل تعقیب فوری» (Uniform Act on Fresh Pursuit) عمل می‌کنند که تعقیب بین ایالتی را تسهیل می‌کند. برای تعقیب فوری فرامرزی به کانادا یا مکزیک، به طور معمول به هماهنگی با مقامات محلی آن کشور نیاز است.

### ایران
در حقوق ایران، اصل بر این است که مأموران در محدوده صلاحیت خود عمل کنند. با این حال، بر اساس ماده ۴۷ قانون آیین دادرسی کیفری مصوب ۱۳۹۲: «مأموران نیروی انتظامی می‌توانند متهم یا مجرمی را که در حال فرار است، فوراً و بدون کسب اجازه تعقیب و در خارج از محدوده استحفاظی واحد خود وی را دستگیر نمایند...» 
این ماده شرایط و ضوابط این تعقیب را نیز مشخص کرده است.

## در حقوق بین‌الملل
در عرصه بین‌المللی، تعقیب فوری یک استثنا بر اصل «حاکمیت ملی» و «عدم مداخله در امور داخلی سایر دولتها» محسوب می‌شود.

### تعقیب فوری در دریا
مشهورترین و پذیرفته‌شده‌ترین کاربرد تعقیب فوری در حقوق بین‌الملل دریاها است که به «حق تعقیب» (Right of Hot Pursuit) معروف است. این حق در کنوانسیون ملل متحد درباره حقوق دریاها (UNCLOS) در ماده ۱۱۱ به رسمیت شناخته شده است.
بر این اساس، کشتی یک کشور ساحلی می‌تواند کشتی خارجی متخلفی را که در آب‌های داخلی ،آب‌های مجمع‌الجزایری یا دریای سرزمینی آن کشور مرتکب تخلف شده است، به دریای آزاد تعقیب کند. این تعقیب باید بلافاصله و بدون وقفه آغاز شده و ادامه یابد. حق تعقیب با ورود کشتی متخلف به دریای سرزمینی کشور خودش پایان می‌یابد.

### تعقیب فوری در خشکی و فضاهای هوایی
تعقیب فوری در خشکی یا حریم هوایی یک کشور دیگر، به شدت مورد مناقشه است و عموماً بدون **رضایت قبلی** کشور همسایه یا وجود یک **معاهده دوجانبه یا چندجانبه** خاص، مجاز شمرده نمی‌شود. چنین اقدامی می‌تواند نقض حاکمیت ملی و حتی یک عمل جنگی تلقی شود. نمونه‌هایی از توافقنامه‌ها شامل توافقات مرزی بین برخی کشورهای اروپایی (مثل پلیس آلمان و فرانسه) یا توافقات خاص بین ایالات متحده و کانادا/مکزیک می‌شود.

## شرایط اعمال تعقیب فوری
برای اینکه یک تعقیب، مشمول عنوان «فوری» شود، شرایط کلی زیر باید وجود داشته باشد:
1.  شروع فوری: تعقیب باید بلافاصله پس از وقوع جرم یا مشاهده آن آغاز شود.
2.  تداوم بدون وقفه: تعقیب باید به صورت مستمر و بدون وقفه قابل توجه ادامه یابد.
3.  دلایل معقول: مأموران باید دارای دلایل معقول و مستند برای باور به مجرمیت فرد باشند.
4.  تناسب: شدت و نحوه تعقیب باید با شدت جرم ارتکابی متناسب باشد.

## محدودیت ها و انتقادات
نقض حاکمیت: مهم‌ترین انتقاد، especially در سطح بین‌المللی، نقض حاکمیت کشورها است.
احتمال سوءاستفاده: ممکن است برای توجیه مداخله در امور داخلی دیگر کشورها مورد سوءاستفاده قرار گیرد.
خطر تشدید درگیری: تعقیب مسلحانه می‌تواند به درگیری‌های مرزی یا بین‌المللی منجر شود.
خطا در تشخیص: امکان خطا در شناسایی مظنون یا کشتی متخلف همیشه وجود دارد.

## نمونه های تاریخی
تعقیب در دریا: نمونه‌های متعددی از تعقیب کشتی‌های قاچاق یا شیلات غیرقانونی توسط گاردهای ساحلی کشورها وجود دارد.
مرزهای خشکی: درگیری‌های مرزی گاه به گاه بین کشورهایی مانند هند و پاکستان یا کشورهای آمریکای مرکزی ممکن است شامل ادعاهای مربوط به تعقیب فوری شود.

## مطالعه بیشتر
- <551:TDO"PA>2.0.CO;2-2 "دکترین "تعقیب": نرم‌افزار جدید"C. K. U. میشیگان Law Review, Vol. 26, No. 5 (May. 1928), pp. 551-555